# Marathon van Osaka 2005
De marathon van Osaka 2005 werd gelopen op zondag 30 januari 2005. Het was de 24e editie van deze marathon. Alleen vrouwelijke elitelopers mochten aan de wedstrijd deelnemen.
De Letse Jeļena Prokopčuka kwam als eerste over de streep in 2:22.56.

## Uitslagen
| rang   | naam                  | land | tijd    |
| ------ | --------------------- | ---- | ------- |
| Goud   | Jeļena Prokopčuka     | LAT  | 2:22.56 |
| Zilver | Mari Ozaki            | JPN  | 2:23.59 |
| Brons  | Harumi Hiroyama       | JPN  | 2:25.56 |
| 4      | Miki Oyama            | JPN  | 2:26.55 |
| 5      | Lidia Şimon           | ROU  | 2:27.01 |
| 6      | Hiromi Ominami        | JPN  | 2:28.07 |
| 7      | Maria-Mihaela Prundus | ROU  | 2:28.34 |
| 8      | Mizuho Nasukawa       | JPN  | 2:30.15 |
| 9      | Anastasia Ndereba     | KEN  | 2:30.45 |
| 10     | Olivera Jevtić        | SCG  | 2:31.43 |
| 11     | Kazue Ogoshi          | JPN  | 2:32.11 |
| 12     | Junko Akagi           | JPN  | 2:34.30 |
| 13     | Yuki Saito            | JPN  | 2:35.24 |
| 14     | Ichiyo Naganuma       | JPN  | 2:36.55 |
| 15     | Kaori Oyama           | JPN  | 2:37.56 |
| 16     | Emi Fujimoto          | JPN  | 2:37.59 |
| 17     | Marina Ivanova        | RUS  | 2:39.50 |
| 18     | Asami Obi             | JPN  | 2:41.12 |
| 19     | Junko Kumagai         | JPN  | 2:42.52 |
| 20     | Gabrielle O'rourke    | NZL  | 2:43.55 |
| 21     | Chiemi Koana          | JPN  | 2:44.02 |
| 22     | Reiko Kobayashi       | JPN  | 2:45.18 |
| 23     | Naoko Nishiyama       | JPN  | 2:45.33 |
| 24     | Junko Suzuki          | JPN  | 2:45.53 |
| 25     | Hiroko Sho            | JPN  | 2:46.07 |

1982 ·
1983 ·
1984 ·
1985 ·
1986 ·
1987 ·
1988 ·
1989 ·
1990 ·
1991 ·
1992 ·
1993 ·
1994 ·
1995 ·
1996 ·
1997 ·
1998 ·
1999 ·
2000 ·
2001 ·
2002 ·
2003 ·
2004 ·
2005 ·
2006 ·
2007 ·
2008 ·
2009 ·
2010 ·
2011 · 
2012 ·
2013 ·
2014 ·
2015 ·
2016 ·
2017